# Фианнамайл мак Маэл Туйле
Фианнамайл мак Маэл Туйле (др.‑ирл. Fiannamail mac Máele Tuile; убит в 680) — король Лейнстера (666—680) из рода Уи Майл.

## Биография
Фианнамайл был сыном Маэл Туле, внуком Ронана Краха и правнуком Аэда Дибхине, предположительно, правившего Лейнстером в конце VI века.
Фианнамайл мак Маэл Туйле получил престол Лейнстера в 666 году после смерти короля Фаэлана мак Колмайна из рода Уи Дунлайнге. Это совпадает с данными из королевского списка, сохранившегося в «Лейнстерской книге», в котором сообщается о тринадцати годах правления Фианнамайла.
По свидетельству ирландских анналов, в 677 году лейнстерцы потерпели поражение в кровопролитном сражении при Лох-Габоре (в Лагоре). Их победителем был верховный король Ирландии Финснехта Пиролюбивый из рода Сил Аэдо Слане. В 680 году Фианнамайл мак Маэл Туйле был убит своим слугой Фохсеханом по наущению верховного короля Финснехты. Вероятно, об этих конфликтах упоминается и в ирландской саге «Борома», в которой сообщается о том, что Финснехта дважды брал с Лейнстера традиционную дань скотом. Выплата этой дани являлась символическим актом подчинения правителей лейнстерцев власти верховных королей Ирландии.
После гибели Фианнамайла мак Маэл Туйле власть над Уи Майл унаследовал его двоюродный племянник Келлах Куаланн, а новым правителем Лейнстера стал Бран Мут из рода Уи Дунлайнге.
Потомки Фианнамайла мак Маэл Туйле были известны в средневековье как септ Уи Тейг. Их владения находились к востоку от гор Уиклоу.